# Haris Handžić
Haris Handžić (nacido el 20 de junio de 1990) es un futbolista profesional bosnio que juega como delantero en el club Leotar de la Liga Premier de Bosnia y Herzegovina.

## Carrera en club
Pasando por el sistema juvenil, Handžić comenzó su carrera senior en el club local Sarajevo en 2007. Regresó a Sarajevo en 2018, ganando múltiples títulos de la Liga Premier de Bosnia y Herzegovina. y dos Copas de Bosnia y Herzegovina, antes de irse en 2021 luego de la expiración de su contrato.
El 17 de julio de 2021, Handžić se unió al Ahed de la Primera División de Líbano, para ser utilizado en la Copa AFC 2021.

## Carrera internacional
Handžić jugó para Bosnia y Herzegovina en un partido no oficial contra Polonia en diciembre de 2007; Hizo su debut oficial en un partido amistoso de junio de 2008 contra Azerbaiyán.